# Daniela Castro
Daniela Castro Rodríguez (Ciudad de México, 17 de agosto de 1969), conocida como Daniela Castro, es una actriz mexicana.

## Biografía
Es hija del cantante, músico y compositor Javier Castro Muñoz, con quien realizó varias giras y conciertos al lado de sus tíos Benito, Gualberto, Arturo y Jorge Castro, y es prima de la también actriz y cantante Romina Castro.
En 1986 debutó en televisión en la serie juvenil "Cachún, cachún, ra-ra", hasta que finalizó en 1987. En 1988 actuó en su primera telenovela "Nuevo amanecer" producida por Ernesto Alonso compartiendo créditos con Jacqueline Andere y Salma Hayek.
En 1989 coprotagonizó la telenovela "Mi segunda madre", el mismo año se integró como coprotagonista de la telenovela Balada por un amor. 
En 1990 realizó la telenovela "Días sin luna" interpretando un papel coprotagónico en la historia, a finales de ese mismo año participó en la película Viaje directo al infierno.
En 1991 obtuvo su primer rol protagónico en la telenovela Cadenas de amargura, por la cual gana fama y donde compartió créditos junto a Delia Casanova, Diana Bracho, Raúl Araiza y Cynthia Klitbo.
Después del éxito que tuvo protagonizó la telenovela Triángulo de Ernesto Alonso junto a Eduardo Palomo la cual fue su última telenovela antes de su primer retiro de las pantallas, tiempo en que se dedicó a estudiar música con su padre.
En 1996 regresó con la exitosa telenovela Cañaveral de pasiones, producción de la pareja Humberto Zurita y Christian Bach. Esta vez con el papel de "Julia Santos Faberman", el cual le daría nuevamente impulso a su carrera como actriz, y donde trabajó al lado de Juan Soler, Francisco Gattorno, Paty Navidad, Angélica Aragón y Azela Robinson. Por este desempeño actoral, la actriz gana el premio TVyNovelas como mejor actriz protagónica del año 1996.
En 1997 recibe otro protagónico en Desencuentro de Ernesto Alonso y que saldría simultáneamente a su álbum debut Junto a ti en el que se incluyó el tema de la telenovela.
El 19 de junio de 1999 contrae nupcias con el empresario Gustavo Díaz Ordaz, nieto del expresidente de la República de México Gustavo Díaz Ordaz y con quien tiene dos hijas y un hijo.
En 2001 regresó con la telenovela El noveno mandamiento interpretando dos papeles, Isabel y Ana, madre e hija respectivamente, este sería su quinto y último protagónico antes de su retiro para dedicarse de lleno como madre; regresó a la televisión en 2007 en el nuevo formato de la miniserie "Mujer, casos de la vida real"; en ese mismo año inicia una nueva faceta en su carrera, la de conductora dentro de la nueva etapa del programa Nuestra casa bajo la producción de Roberto Romagnoli y cierra el año cuando la productora Carla Estrada le ofrece su primer papel antagónico de la telenovela de época Pasión a lado de Fernando Colunga, Susana González y el primer actor José Elías Moreno.
En 2009 retomó su carrera artística en la telenovela Mi pecado, producida por Juan Osorio, donde interpretó a la antagónista del melodrama: "Rosario Pedraza". En ella compartió créditos con Sergio Goyri, Maite Perroni, Eugenio Siller, Armando Araiza, Roberto Blandón, Sabine Moussier, Francisco Gattorno, entre otros.
Ese mismo año protagonizó un capítulo de la serie de televisión mexicana, Mujeres asesinas, dicho episodio fue titulado "Rosa, heredera", junto a Silvia Pinal.
En 2011 participó en la telenovela Una familia con suerte, teniendo un papel antagónico y compartiendo créditos junto a Sergio Sendel, Arath de la Torre y Mayrín Villanueva. En esta ocasión con su primer papel humorístico en una telenovela, su personaje era "Josefina «Pina» Arteaga", una mala mujer con grandes dosis de humor.
En mayo de 2012 Daniela anunció a los medios su tercer embarazo, y el 8 de enero de 2013 tiene a su hijo.
En 2013 la productora Angelli Nesma Medina le da la oportunidad de participar en la telenovela Lo que la vida me robó en el papel de Graciela de Mendoza, su cuarto papel de villana. La telenovela fue una versión modernizada de Bodas de odio.
En 2017, regresa a la televisión como la villana principal de la telenovela Me declaro culpable, producción de Angelli Nesma.
En 2018, una tienda departamental en Estados Unidos la acusó de robo; sin embargo, tras 4 años de litigio, un juez falló a favor de la actriz, por lo que fue declarada inocente.
En 2025, trabaja en TV Azteca en la telenovela Cautiva por amor, donde interpreta a una villana.

## Trayectoria

### Telenovelas
| Año       | Telenovela             | Personaje                                         |
| --------- | ---------------------- | ------------------------------------------------- |
| 1988      | Nuevo amanecer         | Patricia Ortiz                                    |
| 1989      | Mi segunda madre       | Mónica Méndez                                     |
| 1989-1990 | Balada por un amor     | Simona Portugal                                   |
| 1990      | Días sin luna          | Lorena Parlange                                   |
| 1991      | Cadenas de amargura    | Cecilia Vizcaíno Robles                           |
| 1992      | Triángulo              | Sara Granados Rojas                               |
| 1996      | Cañaveral de pasiones  | Julia Santos Faberman                             |
| 1997-1998 | Desencuentro           | Victoria San Román Jiménez                        |
| 2001      | El noveno mandamiento  | Isabel Durán / Ana Jiménez / Ana Villanueva Durán |
| 2007-2008 | Pasión                 | María Lisabeta de Salamanca                       |
| 2009      | Mi pecado              | Rosario Pedraza de Córdoba                        |
| 2011-2012 | Una familia con suerte | Josefina "Pina" Arteaga de Irabién                |
| 2013-2014 | Lo que la vida me robó | Graciela Giacinti de Mendoza / Gaudencia Jiménez  |
| 2017-2018 | Me declaro culpable    | Roberta Monrroy de Urzua                          |
| 2025      | Cautiva por amor       | Isabel Fuentes Mansilla                           |

### Programas
| Año       | Programa                     | Personaje                       |
| --------- | ---------------------------- | ------------------------------- |
| 1984-1987 | Cachún cachún ra ra!         | Debbie                          |
| 1996      | Mujer, casos de la vida real | Nancy / María / Guadalupe       |
| 2007      | Nuestra casa                 | Conductora                      |
| 2009      | Mujeres asesinas             | Rosa Domínguez "Rosa, heredera" |
| 2024      | Top Chef VIP                 | Participante                    |

### Cine
| Año  | Película                                   | Personaje |
| ---- | ------------------------------------------ | --------- |
| 1990 | Viaje directo al infierno                  | María     |
| 1991 | Infamia                                    |           |
| 1993 | Santo, La leyenda del Enmascarado de Plata |           |

### Teatro
| Año  | Obra                        |
| ---- | --------------------------- |
| 1996 | Jesucristo Superstar        |
| 2008 | Mujeres juntas, ni difuntas |

### Discografía
| Año  | Álbum de estudio |
| ---- | ---------------- |
| 1997 | Junto a ti       |

## Premios y nominaciones

### Premios TVyNovelas
| Año  | Categoría                | Telenovela             | Resultado |
| ---- | ------------------------ | ---------------------- | --------- |
| 1989 | Mejor actriz debutante   | Nuevo amanecer         | Ganadora  |
| 1990 | Mejor actriz juvenil     | Mi segunda madre       | Nominada  |
| 1991 | Mejor actriz juvenil     | Días sin luna          | Nominada  |
| 1992 | Mejor actriz juvenil     | Cadenas de amargura    | Ganadora  |
| 1997 | Mejor actriz protagónica | Cañaveral de pasiones  | Ganadora  |
| 2008 | Mejor villana            | Pasión                 | Nominada  |
| 2010 | Mejor primera actriz     | Mi pecado              | Nominada  |
| 2015 | Mejor villana            | Lo que la vida me robó | Ganadora  |
| 2018 | Mejor villana            | Me declaro culpable    | Ganadora  |

### Premios Bravo
| Año  | Categoría                | Programa/Telenovela          | Resultado |
| ---- | ------------------------ | ---------------------------- | --------- |
| 2007 | Mejor actuación femenina | Mujer, casos de la vida real | Ganadora  |
| 2010 | Mejor actriz antagónica  | Mi pecado                    | Ganadora  |

### TV Adicto Golden Awards
| Año  | Categoría                                     | Telenovela             | Resultado |
| ---- | --------------------------------------------- | ---------------------- | --------- |
| 2007 | Mejor villana                                 | Pasión                 | Ganadora  |
| 2010 | Premio a la mejor villana                     | Mi pecado              | Ganadora  |
| 2012 | Mejor actriz en un papel cómico               | Una familia con suerte | Ganadora  |
| 2013 | Premio especial a la superación en una actriz | Lo que la vida me robó | Ganadora  |

### Premios ACE
| Año  | Categoría                   | Programa/Telenovela | Resultado |
| ---- | --------------------------- | ------------------- | --------- |
| 2011 | Mejor co-actuación femenina | Mi pecado           | Ganadora  |

### People en Español
| Año  | Categoría     | Telenovela | Resultado |
| ---- | ------------- | ---------- | --------- |
| 2010 | Mejor Villana | Mi pecado  | Ganadora  |